# Áreas protegidas de Burundi

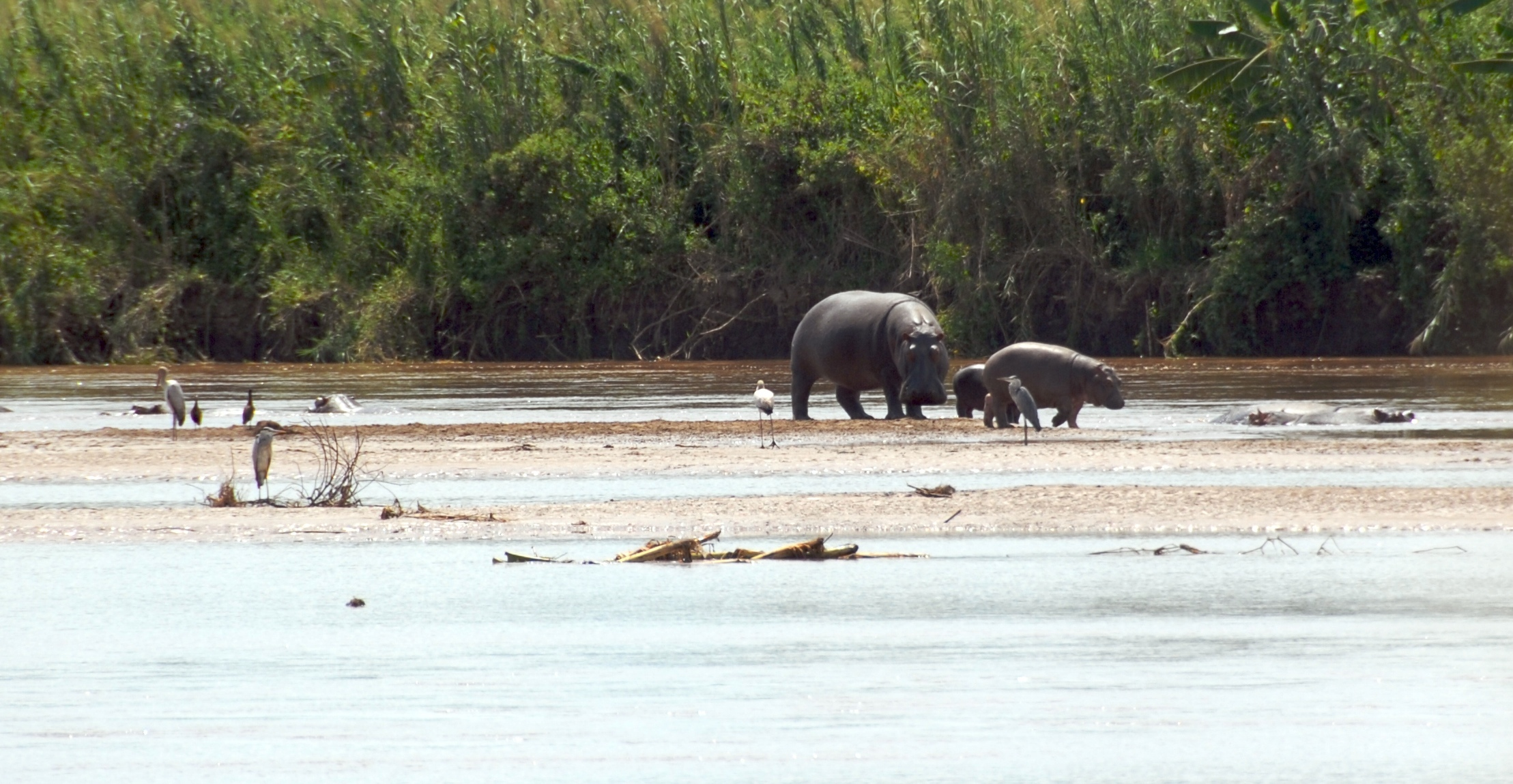
Hipopótamos en el Parque nacional de Rusizi

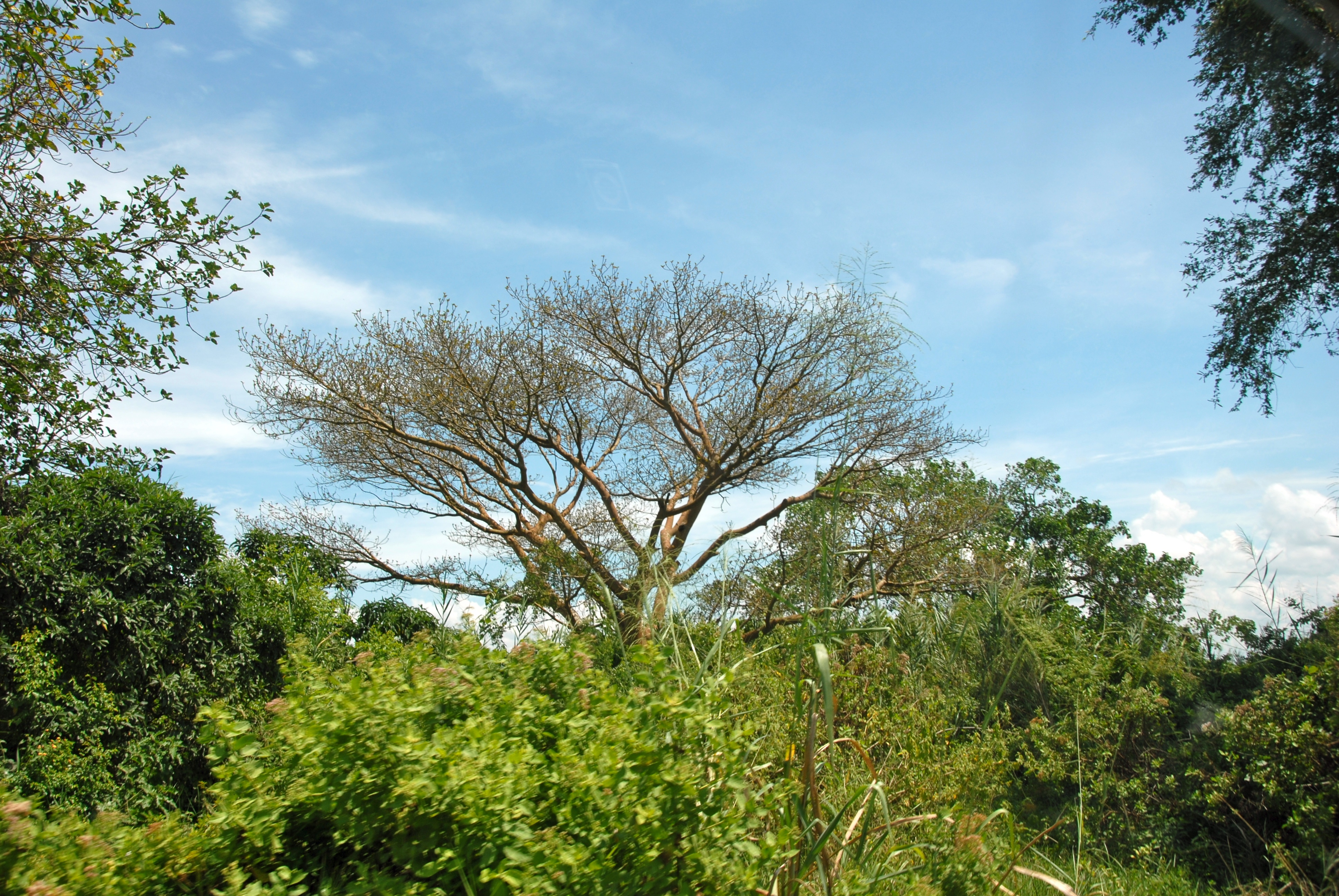
Parque nacional de Rusizi

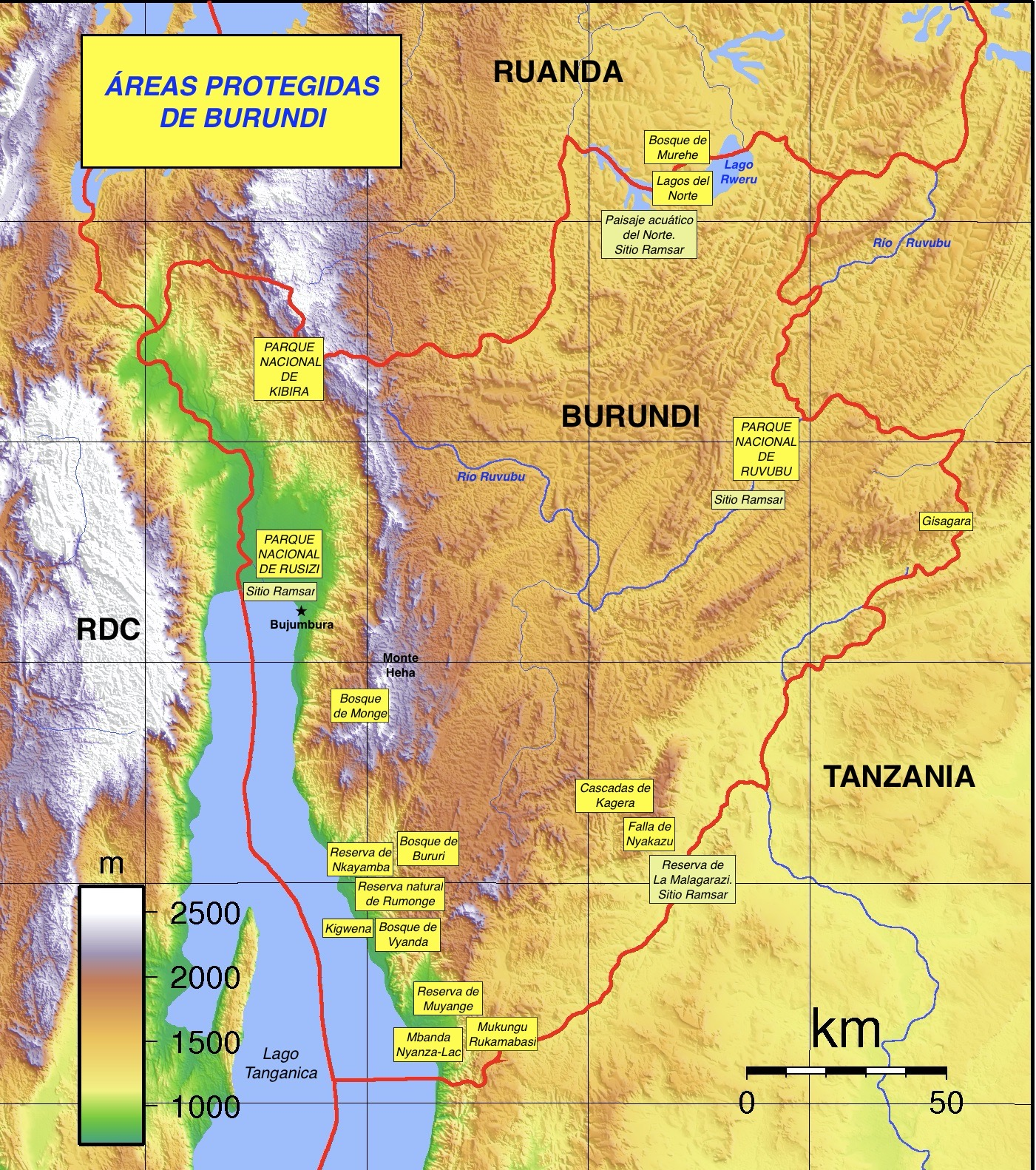
Áreas protegidas de Burundi

Según la IUCN, en Burundi hay 21 áreas protegidas que cubren 2.066 km², el 7,59% del área del país, 21.211 km². De estas, 3 son parques nacionales, 7 son reservas naturales, 2 son monumentos naturales y 5 son paisajes protegidos. Además, hay 4 sitios Ramsar de protección de las aves.
Según el Ministerio del Medio Ambiente de Burundi, el país tiene una superficie de 27.834 km², de los que 25.200 km² son terrestres, y se extiende entre los meridianos 29°-30°54’E y los paralelos 2°20’-4°28’S. Sin acceso al mar, bordean el lago Tanganika, de 32.834 km², de los que 2.634 km² pertenecen a Burundi en el eje del Gran Rift Occidental. Las fronteras oeste y sudoeste (11.817 km²) pertenecen a la cuenca del Congo; el resto del país (13.218 km²), al extremo meridional de la cuenca del Nilo. Según Global Forest Watch, entre 2001 y 2018, Burundi pierde 253 km² de una superficie forestal de 5530 km².
La mayoría de bosques que eran hábitat de chimpancés fueron fragmentados en la crisis de los años 1990. En general, quedan algunos bosques en los valles, el resto ya ha sido deforestado.
Burundi es uno de los pocos países de África en que no se establecieron parques nacionales durante la era colonial, sino que los belgas declararon todos los bosques reservas protegidas en 1933. En 1980 se crean los parques nacionales y las reservas naturales. En 1985, las provincias crean sus propios bosques protegidos, reservas forestales y áreas de reforestación. En 2011 había 14 áreas protegidas que cubrían 1.040 km². Más tarde se añadieron otras. El parque más visitado es Rusizi, seguido de los monumentos naturales.

## Parques nacionales
- Parque nacional de Kibira, 400 km²
- Parque nacional de Ruvubu, 508 km²

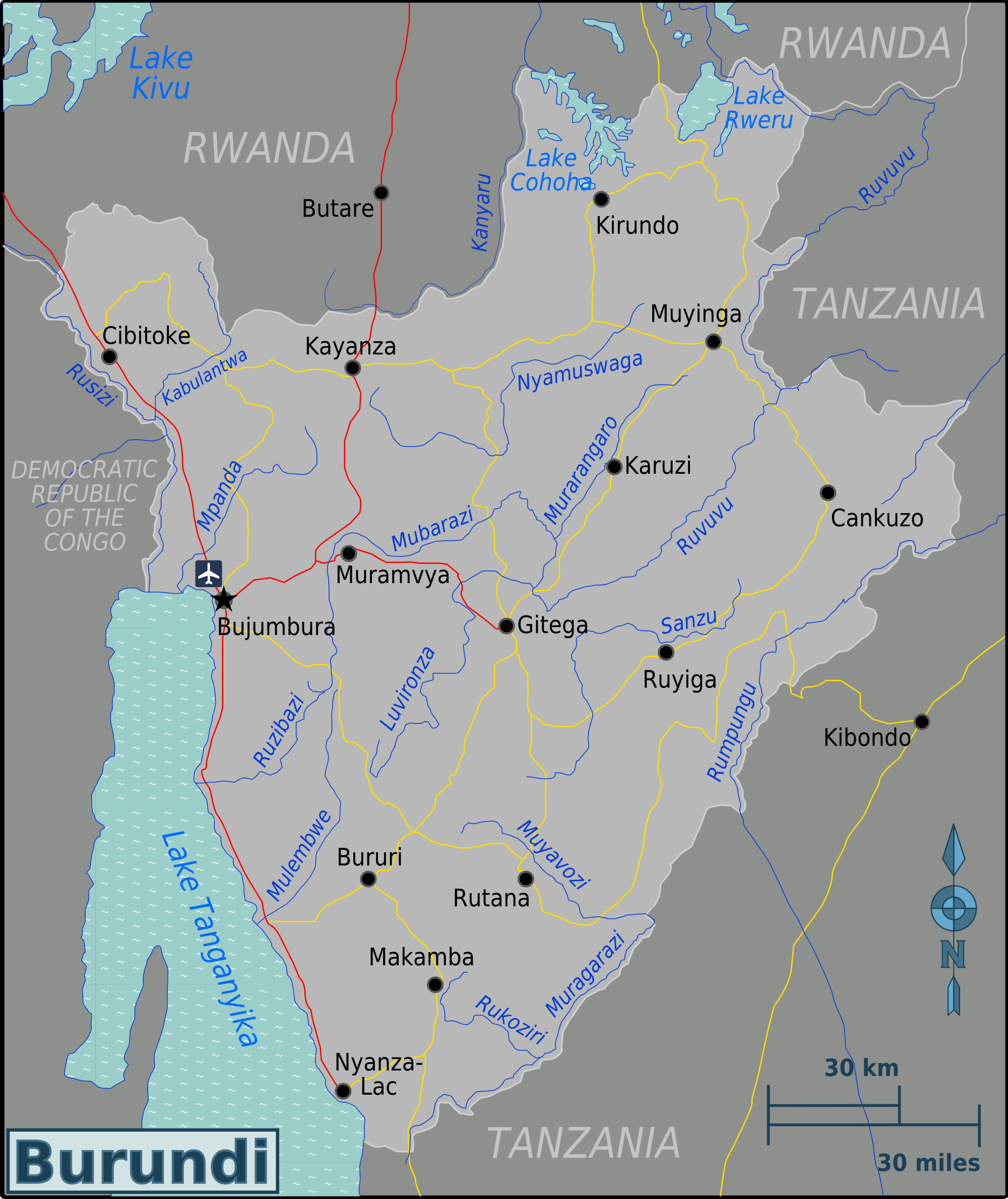
Ríos de Burundi

- Parque nacional de Rusizi, 90 km²

## Reservas naturales
- Gisagara, 60-110 km². Bosque abierto de miombo, entre las coordenadas 03.2161°-03.2586° S, 30.7342°-30.7679° E, en una zona montañosa en el centro oriental, al este de Burundi, cerca de la frontera con Tanzania.[6] La cubierta forestal es mucho menor, ya que en 2011 ya solo era de 29 km². La altitud varía entre 1230 y 1600 m. El bosque abierto está dominado por Brachystegia y Julbernardia. En general, se trata de sabana arbolada o herbácea y bosques de galería en los valles. En 2011 aun quedaban duikers. Como amenazas, se encuentran la quema de malezas, las talas, el pastoreo, la atribución ilegal de tierra en zona protegida, la introducción de especies exóticas, como eucaliptos, cipreses y Callitris y, sobre todo, la afluencia de población a una zona poco poblada.[7]

- Bosque de Vyanda, 45 km². Al sudoeste, en una zona montana cerca del lago Tanganika. Bosque de miombo y flora zambeziana, incluyendo vegetación de sabana seca del este de África y bosque de tierras bajas común en la RDC.

- Bosque de Bururi, 33 km². Se encuentra en el extremo meridional del sistema forestal de la divisoria Congo-Nilo, en la provincia de Bururi, al alcance de la vista de la localidad de Bururi. La vegetación natural, con unas 268 species, ocupa unas 268 especies, entre las que dominan Asteraceae, Rubiaceae, Fabaceae, Poaceae, Euphorbiaceae y Lamiaceae. Posee 5 e las 20 plantas endémicas inventariadas en Burundi. Hay unas 22 especies de mamíferos, entre ellos 5 especies de primates y 6 de carnívoros. Los más comunes son el chimpancé schweinfurti, el cercopiteco de diadema o mono azul y el cercopiteco de cola roja. Hay unas 205 especies de aves, entre las que destacan el turaco de Ross, el cálao carigrís y otras aves de bosque. Es una zona catalogada de interés por BirdLife International.[8]

- Reserva natural de Rumonge, 50 km². Al oeste de Burundi, a unos 850 m de altitud, al norte de Vyanda y muy cerca del lago Tanganika. Bosque compuesto casi únicamente de Brachystegia. Hay chimpancés, babuinos y cercopitecos verdes.[9]

- Kigwena, 8 km². Forma parte del conjunto Rumonge y Vyanda. Al sur de Rumonge, en un terreno llano cerca del lago Tanganika, entre 773 y 820 m. Creada en 1952, estám formada por un bosque mesófilo en el que predomina Newtonia buchananii (Newtonia) y Albizia zygia (Zygia). Hay algunos cercopitecos y entre las aves cálao carigrís y turaco de Ross.

- Reserva de Nkayamba, 2,5 km² (3°57′S y 29°25′E), a la izquierda de la carretera Buyumbura-Rumonge. Bosque abierto en una pendiente de 32.o entre 800 y 850 m, el tipo de bosque claro conocido como miombo, formado principalmente en este caso por Brachystegia spiciformis, Brachystegia bussei, Brachystegia microphylla, Brachystegia utilis, Combretum molle y Parinari curateliifolia que, junto a los de Nyamirambo forman parte de la Reserva natural de Rumonge. Se encuentra muy amenazado por el aumento de la población.[10]

- Bosque de Monge, 50 km². La reserva natural forestal de Monge está dominada por un bosque umbrío de montaña, en que las especies dominantes son Entandrophragma excelsum, Parinari excelsa y Hagenia abyssinica. El bosque ya había sido fragmentado por las explotaciones agrícolas y el poblamiento humano, y en 2011 ya solo ocupaba unos 30 km². En esa época se habían visto cercopitecos y chacal rayado.[11]

## Monumentos naturales de la Unesco
Los dos monumentos de la naturaleza se encuentran cerca, en el macizo de Nkoma, en la provincia de Rutana, en el sudeste de Burundi.
- Cascadas de Kagera, 1,42 km². Son tres cascadas (dos paralelas de 80 m y una de 50 m) orientadas de norte a sur que discurren en medio de grandes árboles de las especies Newtonia buchananii, Sterculia tragacantha, Spathodea campanulata, Cordia africana, etc., rodeados de una sabana de Parinari curatellifolia y Pericopsis angolensis. Entre las dos primeras hay una gruta que se usa como lugar de culto.

- Falla de Nyakazu, 7 km², o falla de los alemanes. Se encuentran en el escarpe que marca la separación entre la meseta central (macizo de Nkoma) y la depresión de Kumoso. El fondo del acantilado, de más de 100 m de altura, alberga grandes árboles típicos del bosque de montaña (Entandrophragma excelsum) y las partes cóncavas más escarpadas algunos bosquetes claros de Brachystegia.[13] Ell nombre de "alemanes" viene de los restos de un fuerte alemán.

## Paisajes protegidos
Los paisajes protegidos de Burundi (Mabanda/Nyanza-Lac y Mukungu-Rukambasi), en el entorno del lago Tanganika y en el interior, están formados principalmente por bosque abierto que tapiza las vertientes más empinadas, con el predominio de Brachystegia' (Brachystegia microphylla cerca de las cimas, Brachystegia utilis en las partes inferiores)
- Reserva de Muyange, 1,04 km². Forma parte de un proyecto agroforestal de repoblación que incluye Rukonwe y Rubungu, con árboles producidos en invernaderos en el mismo lugar. Entre 1996 y 1999 se plantaron pinos y eucaliptos. El paisaje protegido está formado por un bosque abierto dominado por el género Brachystegia, del cual queda un pequeño retazo. Ya en 2013 se alertaba sobre la desaparición de esta especie a causa de la presión demográfica. A la vez que desaparece Brachystegia microphylla, aparecen Brachystegia utilis, Brachystegia manga y Monotes elegans.[14]

- Bosque de Murehe, 18,7 km². Junto con los lagos del norte forma parte del paisaje acuático protegido de Bugesera, que cubría, en 2011, 160 km² y se ha separado en dos zonas diferentes, aunque el bosque bordea los lagos.

- Lagos del Norte, 187 km². Comprende los lagos Cohoha, Rweru, Gacamirindi, Kanzigiri, Nagitamo, Mwungere, Narungazi y Rwihinda. En general, son ricos en fitoplancton y zooplancton y poseen al menos 18 especies de peces, entre ellos, los endémicos de la cuenca del Kagera, Barbus acuticeps y Synodontis ruandae. El lago Rwihinda, de 425 ha, se sitúa a 1420 m de altitud, en sus orillas crece el papiro y entre las plantas flotantes Nymphaea div. sp. y Potamogeton. Conocido como el lago de las aves es un sitio de reposo para migradores y sedentarios, entre ellos el pelícano rosado, el cormorán africano y el sirirí cariblanco.

- Mukungu-Rukambasi, 50 km². Mukumbu se encuentra al sur, cerca del lago Tanganika, pero al norte de Nyanza-Lac y al sur de Vyanda. El monte Rukambasi, de 1625 m, se encuentra al este, a unos 4 km del lago. Bosques en el fondo de los valles.

- Mabanda/Nyanza-Lac, 35 km². Al sur del país, entre 900 y 1600 m de altitud, bosque abierto dominado por Brachystegia, sabana arbolada y herbácea, bosque de galería submontano y pradera. Hay babuinos y cerdos hormigueros. Podría haber chimpancés. Nyanza-Lac es una pequeña población a orillas del lago Tanganika, y Mabanda se encuentra en el interior. Los bosques abiertos tapizan las localidades de Rukonwe, Nyakagano, Rubungu, Kigabwe y Shuza.[15]

## Sitios Ramsar
- Parque nacional de Ruvubu, 508 km², 03°10′S 30°19′E. Río Ruvubu rodeado de pantanos y humedales con arbustos y matorrales. Sabana arbolada bosques de galería rodeando el río. Hipopótamos, cocodrilos y numerosas especies de aves acuáticas.[16]

- Parque nacional de Rusizi, 106 km², 03°14′S 29°15′E. En la orilla norte del lago Tanganika, un gran delta con islotes, lagunas y humedales que incluye la parte occidental del valle del Rift, la zona norte del lago Tanganika, el delta del Rusizi y parte de la llanura del bajo Rusizi compartida con la RDC y Ruanda. Está considerado un paraíso ornitológico, con 120 especies de cría y 90 migratorias, 90 especies de peces, 193 de plantas y 12 de reptiles, incluyendo el cocodrilo. Hay hipopótamos y sitatungas. En la zona se pesca, pastorea y cultiva arroz, caña de azúcar y algodón con el uso de pesticidas y herbicidas.[17]

- Reserva natural de la Malagarazi, 8 km², 03°55'00"S 030°13'00"E. Río de agua dulce permanente rodeado de humedales que forma parte del sitio Ramsar de Malagarasi-Muyovozi, de Tanzania. Es una importante área de cría para peces endémicos de la cuenca del Congo y la ecorregión sudano-zambeziana. Hospeda a especies amenazadas como la grulla coronada cuelligrís, el ibis hadada y la lavandera de El Cabo. Está en la lista roja de la conservación de hipopótamos de la IUCN y comprende diversos tipos de vegetación, bosques, bosques de galería, sabanas y humedales.[18]

- Paisaje acuático protegido del Norte, 162,42 km², 02°30′S 30°09′E. Ya mencionado como Lagos del Norte, comprende un espacio acuático protegido de ocho lagos de agua dulce permanente y pantanos, qu forman parte de la cuenca del Nilo. Se encuentran especies como el antílope jeorglífico y el duiker común, además de unas 60 especies de aves identificadas.[19]